# Lubská lípa
Lubská lípa je velmi starobylý památný strom lípa malolistá (Tilia cordata) s mohutným a nízkým kmenem, starou sekundární korunou s mnoha kosterními větvemi. Roste v okrese Cheb v Karlovarském kraji. 

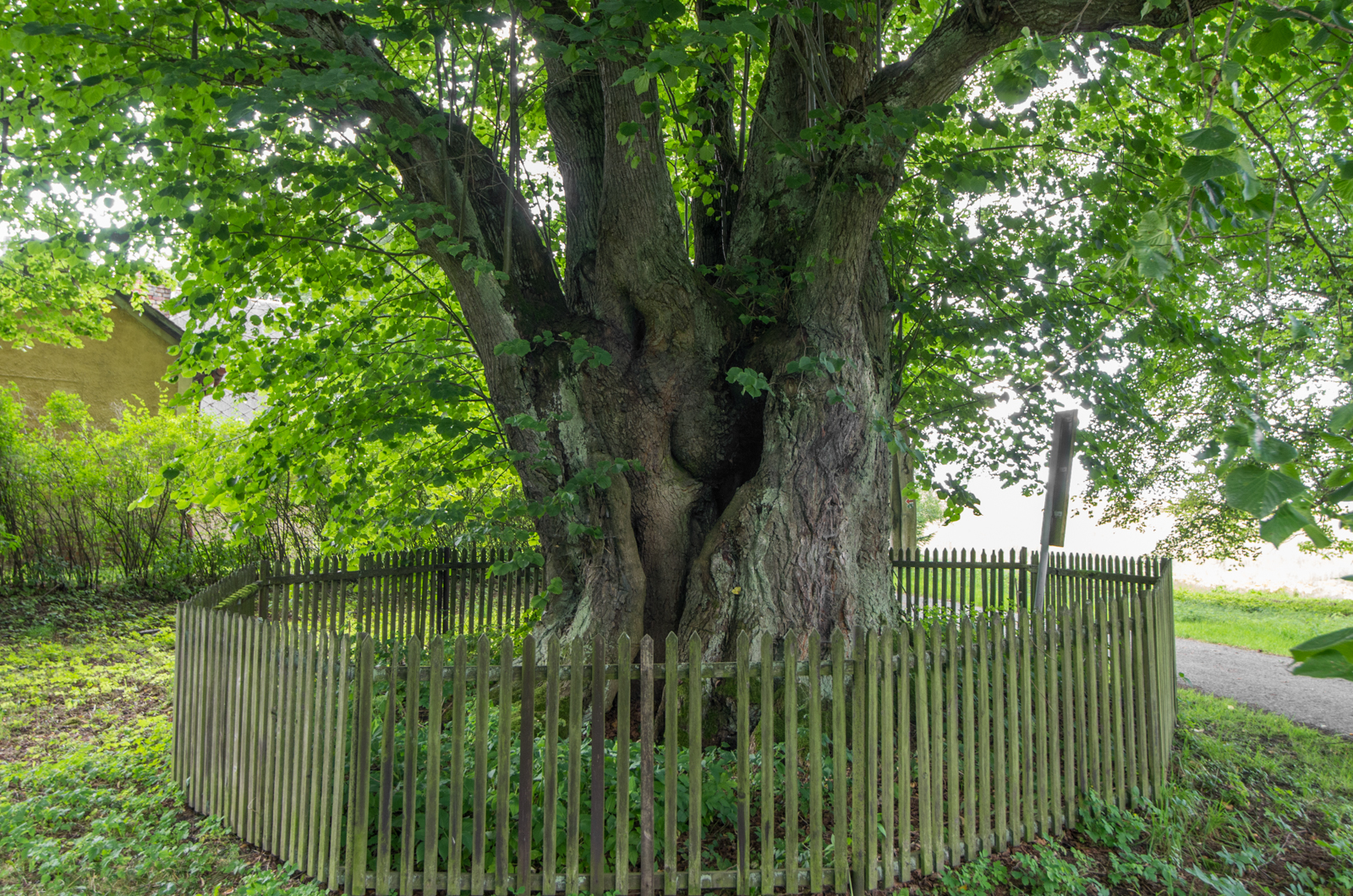
detail kmene

 Strom roste na konci Horních Lubů nedaleko budovy bývalé školy. Jedná se zřejmě o nejstarší lípu Chebska.
Okolo stromu prochází turistická, červeně značená naučná stezka „Lubsko“ a památný strom je jen několik metrů od informační tabule č. 8 na této stezce. Na této informační tabuli však o památné lípě není žádná zmínka. Výška lípy je 20 m, obvod kmene měří 778 cm (měření 1998) a odhadované stáří je 400 let. Lípa je chráněna od roku 1985 jako strom významný stářím a vzrůstem. 

## Stromy v okolí
- Zámecká alej a buky v Horních Lubech
- Duby u kaple
- Javory u kaple